# Scotland Yard (jogo)
Scotland Yard é um jogo de tabuleiro da Grow, indicado para crianças a partir de 12 anos. O jogo simula os processos verdadeiros de uma investigação e apresenta 120 casos, onde os jogadores, seguindo as pistas, devem encontrar o que é pedido da cartela de acordo com o caso a ser desvendado (assassino, arma, motivo, ...)
Scotland Yard é um jogo que mexe com muito raciocínio e habilidade.
O tabuleiro em que se passa o jogo é composto de locais onde os "detetives" leem pistas sobre o caso a desvendar. Sherlock Holmes (o jogador) e seu companheiro Dr. Watson devem descobrir entre outras coisas, assassinos, motivos, lugar do assassinato e mensagens secretas. É necessário que esse jogo seja jogado contando com a ética de todos os jogadores, já que o mesmo contém as pistas em um livreto em que se pode ler outras que não são aptas para a jogada.

## Regras
Escolhe-se um caso entre os 120 dispostos no jogo. Cada participante recebe um papel onde serão anotadas as pistas e demais informações que ajudem na solução do caso. Um dos participantes lê aos demais a história, se necessário, outro jogador lê novamente. Começa o jogo, cada jogador, na sua vez deve jogar o dado e andar pelo caminho escolhido até chegar ao local desejado. Ao chegar, lê a pista e anota o que considerar útil. Caso a dica seja de grande importância para desvendar o caso, o jogador pode trancá-la e para que qualquer outro leia será preciso utilizar a chave recebida no início do jogo. O jogo termina quando um dos participantes desvenda o caso, vai à casa de Sherlock holmes, do tabuleiro e lê no livro de Pistas e Soluções se sua conclusão está correta. Se estiver errado, esse participante sai do jogo e o mesmo continua até que alguém desvende o caso.

## Tabuleiro
Os locais a serem visitados são
- Museu
- Bar
- Farmácia
- Casa de Penhores
- Teatro
- Banco
- Livraria
- Chaveiro
- Docas
- Hotel
- Charutaria
- Estação de Carruagens
- Scotland yard
- Parque